# Бог войны (фильм, 1929)

Кадры из фильма «Бог войны»

«Бог войны» (другое название — «Белый всадник») — чёрно-белый немой художественный фильм режиссёра Ефима Дзигана, снятый в 1929 году на студии Госкинпром Грузии.
Премьера фильма состоялась в Москве 3 ноября 1929 года.

## Сюжет
Первая мировая война. Русский солдат Георгий, как и весь народ, постепенно прозревает, видя вокруг тысячи бессмысленных жертв. Ему становится ясным, зачем полковые офицеры и попы гонят солдат на смерть…

## В ролях
- А. Скальдов — Георгий, рабочий
- Раиса Есипова — Наташа, жена Георгия
- М. Кожевников — Иоанн, благочинный, отец Наташи
- Александр Гугушвили — Арсений, «Белый всадник», епископ
- Владимир Уральский — солдат

## Критика
Антирелигиозная авангардистская агитка Ефима Дзигана — один из первых ученических фильмов режиссера. Фильм отличается мастерским выразительным монтажем, сочетающим крупные и мелкие планы и создающим выразительные эффекты. Содержание фильма сильно уступает его визуальному ряду.